# Cal Tiana
Cal Tiana és una obra de Vallfogona de Riucorb (Conca de Barberà) protegida com a Bé Cultural d'Interès Local.

## Descripció

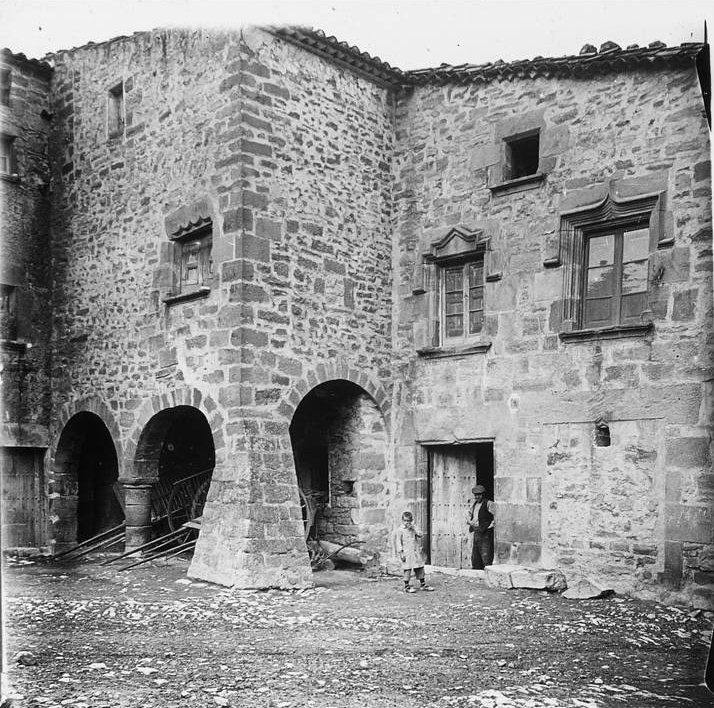
Any 1916

Edifici restaurat en època moderna a la plaça Major. A la façana s'hi poden veure dues interessants finestres renaixentistes, segurament de la segona meitat del segle xvi. Com és característic a totes les construccions d'aquesta època de la vila, les finestres tenen unes motllures que rematen la part superior de les finestres. La porta actual no és l'originària de l'immoble. La primitiva porta d'accés a l'edifici està en aquests moments tapiada i és situada al costat dret de l'actual accés.